# Овакимян, Наира
Наира Овакимян, (англ. Naira Hovakimyan, родилась 21 сентября 1966) — американский теоретик управления, профессор механических наук и инженерии в Университете штата Иллинойс в Урбана-Шампейн Она была первым директором лаборатории интеллектуальной робототехники в течение 2015—2017 гг., кандидат физико-математических наук.

## Биография
Наира Викторовна Овакимян получила окончила Ереванский государственный университет в области теоретической механики и прикладной математики в 1988 году. Она стала кандидатом физико-математических наук в 1992 году, в Москве, в Институте прикладной математики Российской академии наук, по специальности оптимальное управление и дифференциальные игры (диссертация «Игровые задачи преследования на многообразиях»).
Перед тем как поступить в Университет штата Иллинойс в Урбана-Шампейн в 2008 году, Наира Овакимян работала в Университете Штутгарта в Германии, в институте Inria во Франции, в технологическом институте Джорджии, училась на факультете аэрокосмической и морской инженерии в технологическом университете Вирджинии. В настоящее она является профессором кафедры механических наук и инженерии в UIUC. В 2015 году она была стала первым директором лаборатории интеллектуальной робототехники в UIUC. Она является соавтором двух книг, десяти книжных глав, шести патентов, свыше 350 журнальных статей и докладов.

## Научная деятельность
Научно-исследовательские интересы: управление и оптимизация, автономные системы, машинное обучение, кибербезопасность, нейронные сети, теория игр, а также их применения в аэрокосмической промышленности, робототехнике, механической, сельскохозяйственной, электротехнической и биомедицинской инженерии и при уходе за пожилыми людьми.

## Награды
В 2011 г. Наира получила награду AIAA Mechanics and Control of Flight, получила награду SWE за достижения в 2015 году, в 2017 г. получила премию IEEE CSS за техническое превосходство в аэрокосмическом контроле, а также в 2019 г. является получателем премии AIAA Pendray Aerospace Literature Award. В 2014 году она была удостоена Премии Гумбольдта за её достижения в жизни и была признана старшим научным сотрудником Ганса Фишера Мюнхенского технического университета. Она является членом AIAA, IEEE, SIAM, AMS, SWE, ASME и ISDG. Наира является соучредителем и главным ученым IntelinAir.